# Поцелуи
«Поцелуи» (укр. «Поцілунки») — другий офіційний збірник хітів жіночого українського поп-гурту «ВІА Гра», що вийшов в 2007 році. Існують два варіанти видання альбому: звичайний і подарунковий. Подарунковий варіант надійшов у продаж 1 листопада 2007 року, звичайне видання було випущено на початку 2008 року. Дата презентації диска збіглася з днем надходження збірки у продаж — 1 листопада 2007 року. Альбом «Поцелуи» був виданий під керівництвом лейблу «МОНОЛІТ рекордс».

## Список композицій

### CD: «Поцелуи»
| №   | Пісня                                                  | Музика / Слова          | Час  |
| --- | ------------------------------------------------------ | ----------------------- | ---- |
| 1.  | «Поцелуи»                                              | К. Меладзе / К. Меладзе | 4:17 |
| 2.  | «Бриллианты»                                           | К. Меладзе / К. Меладзе | 3:25 |
| 3.  | «Цветок и нож»                                         | К. Меладзе / К. Меладзе | 4:50 |
| 4.  | «Не оставляй меня, любимый!»                           | К. Меладзе / К. Меладзе | 3:30 |
| 5.  | «Обмани, но останься»                                  | К. Меладзе / К. Меладзе | 3:57 |
| 6.  | «Вот таки дела»                                        | К. Меладзе / К. Меладзе | 3:35 |
| 7.  | «Л. М. Л.»                                             | К. Меладзе / К. Меладзе | 4:06 |
| 8.  | «Попытка № 5»                                          | К. Меладзе / К. Меладзе | 3:22 |
| 9.  | «Я не поняла»                                          | К. Меладзе / К. Меладзе | 3:42 |
| 10. | «Биология»                                             | К. Меладзе / К. Меладзе | 3:42 |
| 11. | «Стоп! Стоп! Стоп!»                                    | К. Меладзе / К. Меладзе | 3:42 |
| 12. | «Продюсер»                                             | К. Меладзе / К. Меладзе | 4:00 |
| 13. | «В этом ты профессор»                                  | К. Меладзе / К. Меладзе | 3:54 |
| 14. | «Океан и три реки» (совместно с Валерием Меладзе)      | К. Меладзе / К. Меладзе | 3:36 |
| 15. | «Убей мою подругу»                                     | К. Меладзе / К. Меладзе | 3:43 |
| 16. | «Притяженья больше нет» (совместно с Валерием Меладзе) | К. Меладзе / К. Меладзе | 4:18 |
| 17. | «Познакомься с моей мамой»                             | К. Меладзе / К. Меладзе | 3:35 |
| 18. | «Нет ничего хуже» (совместно с «ТНМК»)                 | К. Меладзе / К. Меладзе | 3:40 |
| 19. | «Обними меня»                                          | К. Меладзе / К. Меладзе | 3:53 |

## Доповнення

### DVD: «Поцелуи»
| №  | Кліп                                                   | Композитор | Режисер / Сценарист               | Дата          |
| -- | ------------------------------------------------------ | ---------- | --------------------------------- | ------------- |
| 1. | «Поцелуи»                                              | К. Меладзе | А. Бадоев / А. Бадоев             | Вересень 2007 |
| 2. | «Л.М.Л.»                                               | К. Меладзе | А. Бадоев / А. Бадоев             | Червень 2006  |
| 3. | «Притяженья больше нет» (совместно с Валерием Меладзе) | К. Меладзе | С. Горов / С. Горов               | Лютий 2004    |
| 4. | «Попытка № 5»                                          | К. Меладзе | Максим Паперник / Максим Паперник | Вересень 2000 |
| 5. | «Цветок и нож»                                         | К. Меладзе | А. Бадоев / А. Бадоев             | Листопад 2006 |
| 6. | «Бриллианты»                                           | К. Меладзе | С. Горов / С. Горов               | Август 2005   |

## Творці альбому
- Музика та слова пісень — Костянтин Меладзе
- Музичний продюсер — Костянтин Меладзе
- Продюсери — Дмитро Костюк, Костянтин Меладзе
- Випусковий продюсер — Аріна Абрамова
- Солістки — Альбіна Джанабаєва, Меседа Багаудінова
- Дизайнер -Валерій Нікітін
- Авторинг і мастеринг -DJ Krypton